# Dendy Sulistyawan
Dendy Sulistyawan (Lamongan, Indonesia; 12 de octubre de 1996) es un futbolista de Indonesia que juega en las posiciones de delantero y extremo con el Bhayangkara FC de la Liga 1 de Indonesia desde el año 2017. También es Segundo Brigadier de la Policía Nacional Indonesia.

## Carrera

### Club
| Periodo   | Club                        |
| --------- | --------------------------- |
| 2016–2017 | Persela Lamongan            |
| 2017–     | Bhayangkara FC              |
| 2018      | → Persela Lamongan (cedido) |

### Selección nacional
Debutó con Indonesia el 24 de septiembre de 2022 en la victoria por 3-2 sobre Curazao en un partido amistoso. El 27 de septiembre de 2022 anotó su primer gol internacional en la victoria por 2-1 sobre Curazao en un partido amistoso en Bogor.
Dendy anotó dos goles en el Campeonato de la AFF 2022 ante Brunéi y Filipinas. El 25 de marzo de 2023 Dendy anotó un gol en la victoria por 3-1 sobre Burundi en un partido amistoso en Bekasi.

## Logros
- Liga 1 de Indonesia (1): 2017